# Urai vagyunk a helyzetnek
Az Urai vagyunk a helyzetnek a Tankcsapda 2014-ben megjelent tizenharmadik stúdióalbuma. Az album a Mahasz albumlista 1. helyén debütált és már az első héten kétszeres platina státuszt ért el. Hatszoros platinalemez. A stúdióalbum anyaga 2016-ban limitált bakelit lemezen is megjelent.

## Az album dalai
A dallistát 2014. október 1-jén jelentették be.
| 1.    | A zene betemet                 | 4:35 |
| 2.    | Semmi pánik                    | 3:34 |
| 3.    | Egyedül a világ ellen          | 3:09 |
| 4.    | Koponyák és csontvázak         | 5:58 |
| 5.    | Olyan mint rég                 | 4:03 |
| 6.    | Vörös rúzs                     | 4:20 |
| 7.    | Ez egy ilyen nap               | 5:04 |
| 8.    | Térdre borulnak a gyengék      | 2:56 |
| 9.    | Köpök rátok                    | 4:04 |
| 10.   | Lélekhangokból                 | 4:36 |
| 11.   | Sállállállá (Csak bennem bízz) | 5:08 |
| 47:28 |                                |      |

## Közreműködők
- Lukács László – basszusgitár, ének
- Sidlovics "Sidi" Gábor – gitár
- Fejes Tamás – dobok
- Farkas Zoltán /Ektomorf/ – ének – Koponyák és csontvázak
- Varga Zoltán – Billentyűs hangszerek (7)

## Helyezések

### Albumlisták
| Lista (2014)                            | Helyezés |
| --------------------------------------- | -------- |
| Magyarország (MAHASZ Top 40 albumlista) | 1        |

### Eladási minősítések
| Ország       | Eladási minősítés | Példányszám |
| ------------ | ----------------- | ----------- |
| Magyarország | 6× platina        | 24 000+     |

## Külső hivatkozások
- A Tankcsapda hivatalos oldala
- A limitált bakelit megjelenésről[6]